# 24493 McCommon
24493 McCommon (tên chỉ định: 2000 YT131) là một tiểu hành tinh vành đai chính. Nó được phát hiện bởi dự án Nghiên cứu tiểu hành tinh gần Trái Đất Lincoln ở Socorro, New Mexico, ngày 30 tháng 12 năm 2000. Nó được đặt theo tên Steven Richard McCommon, an American high school student whose environmental sciences project won second place ở the 2008 Giải thưởng Khoa học và Kỹ thuật Intel.